# Лампоро
Лампоро (итал. Lamporo) је насеље у Италији у округу Верчели, региону Пијемонт.
Према процени из 2011. у насељу је живело 524 становника. Насеље се налази на надморској висини од 167 м.

## Становништво
| 1936. | 1951. | 1961. | 1971. | 1981. | 1991. | 2001. | 2011. |
| ----- | ----- | ----- | ----- | ----- | ----- | ----- | ----- |
| 981   | 848   | 743   | 597   | 504   | 500   | 522   | 546   |